# Аминон
Аминон (осет.  Аминон) — в осетинском нартском эпосе существо женского рода, грозный страж, охраняющий ворота, ведущие в царство мёртвых. 

## Мифология
По приказу Барастыра, владыки загробного мира, который одновременно для одних умерших является судьёй и тюремщиком, а для других — гостеприимным хозяином, Аминон открывает железные ворота царства мёртвых, куда можно попасть только до захода солнца. В других вариантах Аминон стоит у ворот царства мёртвых и спрашивает каждого, подходящего к ним, о делах, которые тот совершил за время своей жизни. Аминон, оценивая земные дела умершего, указывает ему дорогу либо в рай, либо в ад (в эпосе нет ни рая ни ада). Аминон знает всё о жизни каждого умершего, она спрашивает только для того, чтобы увидеть, станет ли умерший лгать, или чистосердечно скажет правду. Если же умерший лжёт, то Аминон бьёт его по губам веником, смоченным в крови, и бросает в реку. Под ногами же того, кто рассказал правдиво о делах своей жизни, бревно, расположенное над рекой и разделяющее мир живых и мёртвых, расширяется и превращается в красивый мост.

«… у Барастыра есть сторож Аминон — страж ворот; мы встречаем его лишь при обстоятельствах, когда перед ним возникают вопросы совести: речь идёт о путешествии нескольких живых смельчаков в страну мёртвых, ворота которой он не должен им открывать, и также о возвращении отпросившихся на землю покойников, которое должно состояться до полного захода солнца» 

## Источник
- Дзадзиев А. Б., Этнография и мифология осетин, Владикавказ, 1994, стр. 15, ISBN 5-7534-0537-1

- Ж. Дюмезиль, Осетинский эпос и мифология, Владикавказ, изд. Наука, 2001.